# Jacek Sobota
Jacek Sobota (ur. 1969 w Olsztynie) – polski pisarz, autor głównie opowiadań fantastycznych. 

## Życiorys
Zamieszkały w Olsztynie, pracuje w Instytucie Filozofii na Uniwersytecie Warmińsko-Mazurskim (Pracownia Filozofii Praktycznej i Badań Interdyscyplinarnych). Wykładał również filozofię w Olsztyńskiej Szkole Wyższej im. Józefa Rusieckiego.
Debiutował w roku 1990 na łamach miesięcznika "Nowa Fantastyka". Autor wielu (publikowanych głównie w prasie) opowiadań oraz cyklu publikowanego na łamach "Nowej Fantastyki" felietonów Wyznania idioty. Pisze również teksty krytyczne i publicystyczne.

## Wydane książki
- Głos Boga (Wydawnictwo Dolnośląskie 2006)
- Padlina (Wydawnictwo Dolnośląskie 2007)
- Konflikty moralne - literatura fantastycznonaukowa jako próba symulacji sytuacji konfliktowych (Centrum Badań Europy Wschodniej UWM w Olsztynie 2011)
- Wieczór trzech psów - opowiadania wybrane (Solaris 2016)
- Wyznania idioty - eseje, felietony, recenzje (Solaris 2016)
- Filozofia fantastyki (Instytut Filozofii UWM w Olsztynie 2016)
- Od zniewolenia do chaosu. Akcenty filozofii społecznej i filozofii polityki w polskiej prozie fantastycznonaukowej (lata 1946-2016) – (Instytut Filozofii UWM w Olsztynie 2019)